# Duttenbrunn
Duttenbrunn ist ein Gemeindeteil des Marktes Zellingen im unterfränkischen Landkreis Main-Spessart in Bayern.

## Geographie
Das Pfarrdorf Duttenbrunn liegt etwa 7 km westlich von Zellingen, an der Staatsstraße 2437 von Zellingen nach Urspringen. Nördlich befindet sich das Dorf Stadelhofen, südlich Billingshausen. Am westlichen Ortsrand entspringt der Kettlichsgraben, ein rechter Quellbach des Karbaches.

## Geschichte
Über die Entstehung von Duttenbrunn sind keine genauen Aufzeichnungen vorhanden, doch es gibt Überlieferungen, dass das Dorf möglicherweise in Verbindung mit dem verschwundenen Dorf Seehausen steht. Ein Teil der Gemarkung gegen Zellingen trägt noch immer den Namen Seehausen. Archäologische Funde, darunter Grundmauern einer Kirche, Hausreste und ein Friedhof, zeugen von einer ehemaligen Siedlung in diesem Gebiet. Es wird vermutet, dass die Bewohner von Seehausen aufgrund von Unsicherheit oder der Pest nach Duttenbrunn oder Billingshausen umsiedelten.
Im Jahr 1015 schenkte Kaiser Heinrich II. dem Stift Würzburg einen Wildbann, zu dem auch die Wälder rund um Duttenbrunn gehörten. Dies führte zu Konflikten mit den ansässigen Bauern, die das Wild nicht jagen durften und unter Wildschäden litten.
Zwischen 1190 und 1220 die Kirche St. Margaretha erbaut, deren Chor heute als älteste erhaltene steinerne Urkunde Duttenbrunns gilt.
Während des Bauernkriegs war der Duttenbrunner Georg Knecht als Anführer an der Zerstörung der Karlsburg im Jahr 1525 beteiligt. Später wurde er zusammen mit anderen Aufrührern in Karlstadt hingerichtet.
Ab 1779 erlebte Duttenbrunn unter der Regentschaft von Fürstbischof Franz Ludwig von Erthal eine Verbesserung der landwirtschaftlichen Verhältnisse. Die Einführung des Kleebaus und die vermehrte Kartoffelernte förderten die Viehzucht und brachten Wohlstand.
1799 wird Duttenbrunn als katholisches Dorf mit 80 Häusern und 354 Einwohnern beschrieben. Die Landwirtschaft prägte das Dorfleben, aber auch Handwerksbetriebe wie Leineweber, Schneider, Schuster, Schmied und Maurer waren ansässig.
Um 1856 forderte eine Typhusepidemie 42 Todesopfer in Duttenbrunn.
Im Deutsch-Französischen Krieg von 1870/71 waren 22 Duttenbrunner als Soldaten eingezogen. Sieben von ihnen waren an der Belagerung von Paris beteiligt. Gefallene gab es keine. 
1873 zählte der Ort 640 Einwohner, weshalb in diesem Jahr auch ein neues Schulhaus gebaut wurde. Das alte Schulgebäude wurde 1877 zusammen mit dem Feuerlöschgerätehaus abgerissen. Hier entstand daraufhin der heutige Kirchplatz.
1897 zerstörte ein Großbrand ein Drittel des Dorfes. Aufgrund eines Wassermangels mussten Löscharbeiten mit Wasser aus benachbarten Orten oder sogar mit Jauche durchgeführt werden. Der Wiederaufbau des Dorfes wurde durch Spenden ermöglicht. Im Jahr darauf wurde die Freiwillige Feuerwehr Duttenbrunn gegründet, um künftige Brandkatastrophen zu verhindern.
Im 19. Jahrhundert wanderten 163 Duttenbrunner wegen mangelnder Erwerbsmöglichkeiten in die USA aus, obwohl die Gemeinde inzwischen als wohlhabend galt. Weiterhin bestand jedoch Wassermangel, weshalb dieses in trockenen Jahren rationiert und unter gemeindlicher Aufsicht verteilt wurde. Erst nach Ende des Ersten Weltkriegs erfolgte 1918 der Bau einer gemeinsamen Wasserversorgung mit Urspringen. Im Krieg hatte Duttenbrunn 21 Gefallene zu beklagen. 1921 wurde das Dorf auch das Elektrizitätsnetz angeschlossen.
Im Jahr 1943 wurde die kirchliche Filiale von Urspringen aufgehoben, und eine neue Pfarrei wurde zusammen mit Stadelhofen gebildet.
Im Zweiten Weltkrieg fielen 40 Männer aus Duttenbrunn. Gegen Ende des Krieges kamen viele Heimatvertriebene aus dem Sudetenland und Schlesien nach Duttenbrunn, was die Einwohnerzahl erhöhte. 1950 wurde ein neuer Kindergarten mit Schwesternwohnungen errichtet.
1968 löste Duttenbrunn die örtliche Grund- und Hauptschule auf und trat dem Schulverband Zellingen-Retzbach bei. Am 1. Mai 1978 wurde Duttenbrunn im Zuge der Gebietsreform in Bayern in den Markt Zellingen eingegliedert.

## Ortsname
Der ursprüngliche Name „Tuotenbrunn“ geht wohl auf die Wörter „tot“ und „Brunnen“ zurück. Es bedeutet „Totenbrunn“ und ist ein Brunnen, der versiegt ist. In kalten Wintern oder sehr heißen Sommern hatte das Dorf kein Wasser und musste sich durch die Quellen im benachbarten Ort Urspringen behelfen. Eine andere Schreibweise war „Tuetenbrunn“, was vermutlich einen Brunnen mit einer „Tüte“, also einem Rohr, beschreibt. Die heutige Namensform „Duttenbrunn“ entwickelte sich im 16. Jahrhundert.

## Archäologie
Im Sommer 2023 wurde etwa ein Kilometer südlich von Duttenbrunn bei der Wüstung Seehausen ein Gräberfeld aus der Karolinger-Zeit entdeckt, in dem etwa 1000 Skelette vermutet werden.